# Марк Октавій (еділ)
Марк Окта́вій (лат. Marcus Octavius; бл. 87 до н. е. — після 31 до н. е.) — політичний та військовий діяч часів занепаду Римської республіки.

## Життєпис
Походив з роду Октавіїв. Молодший син Гнея Октавія, консула 76 року до н. е. Про молоді роки обмаль відомостей. У 53-51 роках до н. е. служив легатом проконсула Аппія Клавдія Пульхра в Кілікії. У 51 році до н. е. зустрівся з його наступником Марком Тулієм Цицероном в якості посередника.
У 50 році до н. е. обирається на посаду курульного едила. Під час своєї каденції просив Цицерона надіслати йому кібірських пантер для проведення ігор. У 49 році до н. е. з початком громадянської війні підтримав Гнея Помпея Магна проти Гая Юлія Цезаря.
Ймовірно отримав посаду легата і командував флотом в Ілліріку при загальному командуванні Марка Кальпурнія Бібула. Разом з Луцієм Скрибонієм Лібоном здобув перемогу над Публієм Корнелієм Долабеллою, замкнув на о. Курікта 15 когорт Гая Антонія і змусив їх здатися. Схилив Іссу до відділення від Цезаря, спробував захопити Салону, але зазнав тяжкої поразки і відступив до Діррахія.
У 48 році до н. е. після поразки Помпея в битві при Фарсалі прийняв в своє військо його прихильників, що врятувалися, і знову почав війну проти цезаріанців в Ілліріку. Втратив частину кораблів, які захопив Квінт Корніфіцій, але успішно вів війну проти Авла Габінія за підтримки місцевих племен.
У 47 році до н. е. зазнав поразки в морській битві при острові Таврида від Публія Ватінія, отримавши поранення втік до провінції Африка. У 46 році до н. е. спільно з Публієм Аттієм Варом командував флотом помпеянців. Біля острова Егімур захопив одну трієру цезаріанського флоту. Після поразки останніх при Тапсі привів два легіони до Утіки і запропонував Марк Порцію Катонові розділити командування, але не отримав від нього відповіді.
В подальшому ймовірно відійшов від помпеянців, отримав прощення від сенату після смерті Цезаря 44 року до н. е. Згодом приєднався до Марка Антонія. Разом з Публієм Інстеєм 31 року до н. е. командував центром флоту в битві при Акції. Подальша доля невідома.

## Родина
- Октавія, дружина Аппія Клавдія Пульхра, сина Аппія Клавдія Пульхра, консула 54 року до н.е.